# 鹿老渡
鹿老渡（かろうと）は、広島県呉市の地名。

## 地理
瀬戸内海芸予諸島の一つ、倉橋島の最南端に位置する地区。住所は全域が広島県呉市倉橋町鹿老渡になる。また全域が瀬戸内海国立公園に指定されている。
鹿老渡の中心部は陸繋島である。北端は安政6年(1859年)に開削された幅30mほどの人工の堀切（鹿老渡瀬戸）で区切られているため、一部の資料では”鹿老渡島”表記をしているものもある。北端は堀切橋、南端は鹿島大橋によって結ばれ、ここより南が広島県最南端の有人島である鹿島になる。なお倉橋島は音戸大橋/第二音戸大橋によって呉市本土と結ばれているため、呉市あるいは広島市から車でこの地区へ向かうことが出来る。
|  |  |

## 沿革
鹿老渡には古墳時代に作られた古墳が少なくとも5つ確認されている。中でも岩屋古墳は古墳時代後期（6世紀前半）の円墳で墓室は横穴式石室で作られており、瀬戸内島嶼においてこの形式のものとしては極めて珍しい物となっている。
鹿老渡が歴史の表舞台に登場するのは江戸時代のこと。寛文12年（1663年）西廻海運が確立すると、瀬戸内海に北前船などの廻船による広域交易が始まる。廻船は山陽陸地側を通る”地乗り”航路と瀬戸内海中央部を通る”沖乗り”航路を通り、そして廻船一枚帆で追い風をはらんで更に潮の流れを利用して航行する構造であったため、”風待ちの港””潮待ちの港”が航路途中に整備されていった。
鹿老渡もその中の一つの港であり、享保15年（1730年）に整備された。現在の町並みはこの頃に造られたものである。鹿老渡は特に地乗りの港として、九州の大名は参勤交代の際に本陣をここに置き、そして朝鮮通信使も宿泊している。
享保年間には小船が通る幅の堀切が北端に人工的に開削されたとされているが、天保年間までには埋まってしまったため、改めて安政6年(1859年)に倉橋島宝尾の網元である林宇右衛門が、私費で幅30mほどの人工の堀切（鹿老渡瀬戸）を開削しなおした。
明治時代以降、汽帆船の登場により風待ち潮待ちの港は必要がなくなったためこの港の存在意義はなくなったこと、山陽鉄道（山陽本線）の登場により物流自体が変わったこと、そしてこの付近は大日本帝国海軍呉鎮守府の支配下に置かれたことから、近代的な開発が進むことはなく衰退し近世の町並みをそのまま残すことになった。
昭和36年（1961年）音戸大橋が開通し呉市本土と陸続きとなり、昭和50年（1975年）鹿島大橋開通により鹿島と陸続きとなった。
| 鹿老渡 近世における御手洗周辺の地乗りおよび沖乗りの港。赤が地乗り、緑が沖乗り、黄が共通。 |

## 交通
- 車
  - JR呉駅から車で約1時間
- バス
  - 倉橋町営バス鹿島線、「鹿老渡」バス停下車